# Björbo
Björbo – miejscowość (tätort) w Szwecji, w regionie administracyjnym (län) Dalarna, w gminie Gagnef.
Według danych Szwedzkiego Urzędu Statystycznego liczba ludności wyniosła: 658 (31 grudnia 2015), 661 (31 grudnia 2018) i 672 (31 grudnia 2019).